# Carsten Held
Carsten Held (* 1963 in Hürth) ist ein deutscher Philosoph und war bis 2017 Hochschullehrer.
Held studierte Philosophie, Physik und Germanistik an den Universitäten München, Freiburg im Breisgau und Princeton. Er wurde 1996 an der Freiburger Universität mit der Dissertation Die Bohr-Einstein-Debatte: Quantenmechanik und physikalische Wirklichkeit zum Dr. phil. promoviert. Dort erfolgte auch seine Habilitation. Er lehrte zunächst an den Universitäten von Freiburg und Straßburg. Anschließend absolvierte er einen Forschungsaufenthalt am Massachusetts Institute of Technology.
Held nahm 2004 einen Ruf auf die Professur für Wissenschaftsphilosophie an die Philosophische Fakultät der Universität Erfurt an; zuletzt war er dort beurlaubt. Dort war er ab 2007 zeitweilig Dekan. Nach sexuellen Übergriffen auf Studierende im Jahre 2015 wurde Held zwei Jahre später aus seinem Dienstverhältnis an der Uni Erfurt entlassen. Das Thüringer Oberverwaltungsgericht bestätigte dies am 27. März 2023 als rechtmäßig. Mehrere überregionale Medien berichteten über den Vorfall, z. B. Der Spiegel.
Held beschäftigt sich in Forschung und Lehre mit Wissenschaftstheorie, der Interpretation der Quantenmechanik und Sprachphilosophie sowie der Philosophie des Geistes.

## Werke (Auswahl)
- Die Bohr-Einstein-Debatte: Quantenmechanik und physikalische Wirklichkeit, Schöningh, Paderborn 1998, ISBN 978-3-506-73823-3.
- mit Hans-Ulrich Baumgarten (Hrsg.): Systematische Ethik mit Kant, Alber, Freiburg 2001, ISBN 978-3-495-48041-0.
- Frege und das Grundproblem der Semantik, Mentis, Paderborn 2005, ISBN 978-3-89785-360-7.